# Tahzhoodeen
Tahzhoodeen, anteriormente conhecido como Rei Tâmeis Cheraman Perumal ( lit. "Grande Senhor dos Cheras"), desempenhou um papel significativo na história como o primeiro monarca indiano a abraçar o Islã . Após sua conversão, os Siddhars deram-lhe o título de Makkahvukkupona Perumal ( lit. "Imperador que foi para Meca").   Sua história de conversão está repleta de eventos intrigantes, com um momento crucial girando em torno da misteriosa divisão da lua .  